# WDR45L
WDR45L‏ (WD repeat domain 45B) هوَ بروتين يُشَفر بواسطة جين WDR45L في الإنسان.

## البنية والوظيفة
WIPI-3 هو عضو في عائلة WIPI أو SVP1 من البروتينات المحتوية على تكرارية W-D الأربعينية. يحتوي البروتين على سبعة تكراريات W-D الأربعينية يُعتقد أنها تطوى في بنية بيتا-بروبيلير التي تتوسط تفاعلات البروتين-البروتين، ونمط محفوظ للتفاعل مع الفسفوليبيدات.